# Muhammad Yunus
Muhammad Yunus (sinh ngày 28 tháng 6 năm 1940) là một nhà kinh tế học người Bangladesh. Ông là người làm phổ biến khái niệm tín dụng vi mô (cho những người dân rất nghèo vay các khoản tín dụng nhỏ) và là người sáng lập Ngân hàng Grameen. Năm 2006, ông được đồng trao tặng Giải Nobel Hòa bình với chính ngân hàng của ông.

## Tiểu sử
Muhammad Yunus, là người con thứ ba trong số 9 người con của một gia đình Hồi giáo. Ông sinh ngày 28.06.1940 tại làng Bathua thuộc quận Chittagong lúc đó là thuộc vùng Bengal ở Ấn Độ, bây giờ là nước Bangladesh. Cha mẹ ông, Hazi Dula Mia Shoudagar và Sufia Khatun, buôn bán đồ nữ trang. Lúc nhỏ ông sống ở làng mình cho tới khi gia đình dọn lên thành phố Chittagong vào năm 1944.

Yunus được học bổng Fulbright năm 1966 để theo học tại đại học Vanderbilt (USA). 1969 ông lấy bằng tiến sĩ kinh tế tại đây và làm giảng sư kinh tế từ năm 1970 cho tới 1972 tại Middle Tennessee State University ở Tennessee, Hoa Kỳ. 1972 ông được phong làm giáo sư tại Chittagong University ở Bangladesh. từ năm 1976 ông làm quản lý cho một công trình phát triển của đại học này, từ đó mà nhà băng Grameen được thành lập vào năm 1983. Ngoài công việc làm giám đốc điều hành nhà băng này, từ năm 1996 ông còn có chức vụ cố vấn cho chính phủ Bangladesch.

Vào tháng 3 năm 2011, Yunus bị cho thôi việc ở nhà băng này với lý do là tuổi già; ông đã đưa việc này ra tòa nhưng không thành công. Ông tố cáo chính phủ Bangladesch là muốn kiểm soát nhà băng Grameen. Nhà băng sẽ trở thành một cơ quan của chính phủ, và công trình suốt cuộc đời của ông sẽ bị làm hư hại vì sự quản lý sai lầm, thiếu hiệu quả và vì chỉ chú trọng đến lời lãi.

## Giải thưởng
- 1998 Giải Indira Gandhi